# الفانوس الأخضر (فلم)
الفانوس الأخضر  (بالإنجليزية: Green Lantern) هو فيلم حركة تم إنتاجه في الولايات المتحدة وصدر في سنة 2011. الفيلم من إخراج مارتن كامبل.

## طاقم التمثيل
- رايان رينولدز
- بليك ليفلي
- بيتر سارسجارد
- مارك سترونج
- أنجيلا باسيت

## القصة
يتم منح اختبار تجريبي لحلقة صوفية خضراء، من قبل قوي أخرى، كذلك داخل عضوية سرب المجرات المكلفة لحفظ السلام في الكون.
مجموعة من الفرسان الفضائيين تحمل الخواتم الخصراء القوية، تحارب قوى الظلام وتحمي الكون وتنشر العدالة والسلام، الا انه يظهر لهم عدو شرس مدمر للحضارات، ويقوم بمطاردتهم ومحاولة القضاء عليهم، وفي بداية القصة يقوم ذلك العدو المجهول والغامض بقتل واحد من أقوى الفرسان، فيقوم خاتمه الاخضر باختيار كائن بشري لينضم إلى مجموعة الفرسان، وهنا تبدأ المغامرة في جو من الاثارة والخيال والرعب، حيث يقرر ذلك العدو تدمير الأرض.

## الميزانية والإيرادات
بلغت تكلفة إنتاج الفيلم حوالي 200 مليون دولار بينما حقق أرباحا تقدر بـ 219,851,172 دولار.

## روابط خارجية
- مقالات تستعمل روابط فنية بلا صلة مع ويكي بيانات